# Ernest Simoni
Ernest Simoni (n. 18 octombrie 1928, Blinisht⁠(d), Regiunea Lezhë, Albania) este un cardinal albanez. A fost hirotonit preot în anul 1956. Din 1963 până în 1981 a fost deținut politic în timpul dictaturii din Republica Populară Socialistă Albania. 

## Formarea

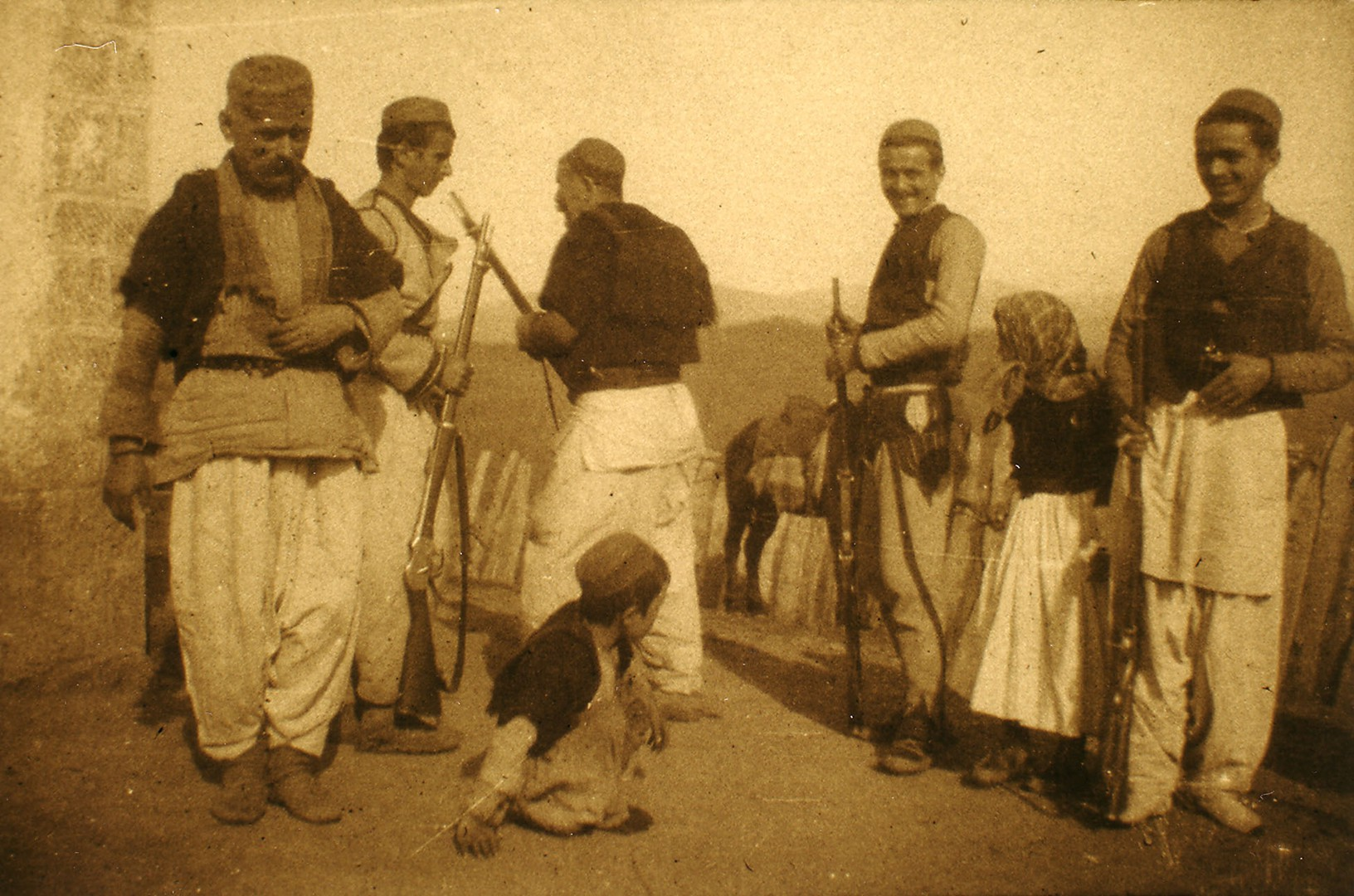
Locuitori din Bliniște fotografiați în jurul anului 1905 de Franz Nopcsa

La vârsta de zece ani a început să frecventeze școala franciscanilor din Blinisht⁠(de)[traduceți], una din primele școli cu predare în limba albaneză, instituție de învățământ întemeiată în anul 1639 și renumită mai ales datorită folcloristului Shtjefën Gjeçovi (1874-1929).

## Detenția
În 1963 a fost condamnat la moarte și trimis în Închisoarea Spaç⁠(en)[traduceți]. În 1973 a fost din nou condamnat la moarte, însă sentința nu a fost pusă în aplicare. În 1981 a fost eliberat din închisoare și a lucrat ca muncitor necalificat la canalizare și în clandestinitate ca preot.

## Recunoașterea
Papa Francisc l-a numit cardinal în anul 2016. În mod obișnuit cardinalii primesc hirotonirea episcopală, însă Ernest Simoni a fost dispensat de la aceasta. Un precedent în acest sens a fost cel al preotului Mikel Koliqi, tot albanez, numit cardinal în 1997.